# Steniatyn (gmina)
Gmina Steniatyn – dawna gmina wiejska funkcjonująca w latach 1941–1944 pod okupacją niemiecką w Polsce. Siedzibą gminy był Steniatyn.
Gmina Steniatyn została utworzona przez władze hitlerowskie z terenów okupowanych przez ZSRR w latach 1939–1941 terenów należących przed wojną do powiatu sokalskiego w woj. lwowskim: 
- z części gminy Tartaków – Bobiatyn, Leszczatów, Łuczyce i Szarpańce
- z większej części zlikwidowanej  gminy Skomorochy – Baranie Przetoki, Skomorochy  Stanisławówka, Steniatyn i Świtarzów (czyli bez gromad Cieląż, Horodłowice, Pieczygóry i Ulwówek, włączonych po wybuchu wojny do gminy Chorobrów, która weszła w skład powiatu hrubieszowskiego w dystrykcie lubelskim w GG).

Gmina Steniatyn weszła w skład powiatu kamioneckiego (Kreishauptmannschaft Kamionka Strumiłowa), należącego do dystryktu Galicja w Generalnym Gubernatorstwie. W skład gminy wchodziły miejscowości: Baranie Przetoki, Bobiatyn, Leszczatów, Łuczyce, Skomorochy, Stanisławówka, Steniatyn, Szarpańce i Świtarzów.
Po wojnie obszar gminy wszedł w struktury administracyjne ZSRR.